# 1713
- Wikisource

| Calendário gregoriano                                                        | 1713 MDCCXIII                       |
| Ab urbe condita                                                              | 2466                                |
| Calendário arménio                                                           | 1162 – 1163                         |
| Calendário bahá'í                                                            | -131 – -130                         |
| Calendário budista                                                           | 2257                                |
| Calendário chinês                                                            | 4409 – 4410 Início a 26 de janeiro  |
| Calendário copta                                                             | 1429 – 1430                         |
| Calendário etíope                                                            | 1705 – 1706                         |
| Calendários hindus - Vikram Samvat - Calendário nacional indiano - Cáli Iuga | 1768 – 1769 1634 – 1635 4813 – 4814 |
| Calendário Holoceno                                                          | 11713                               |
| Calendário islâmico                                                          | 1125 – 1126                         |
| Calendário judaico                                                           | 5473 – 5474                         |
| Calendário persa                                                             | 1091 – 1092                         |
| Calendário rúnico                                                            | 1963                                |
| Calendário solar tailandês                                                   | 2256                                |

1713 (MDCCXIII, na numeração romana) foi um ano comum do século XVIII do actual Calendário Gregoriano, da Era de Cristo, e a sua letra dominical foi A, num total de 52 semanas, com início a um domingo e terminou também a um domingo.
| Ano completo                    |
| ------------------------------- |
| Ano comum com início ao domingo |

## Eventos
- O Tratado de Utrecht, assinado entre Portugal e França, estabelecia que o Rio Oiapoque, no norte do atual território brasileiro, limitaria a fronteira entre Brasil e Guiana Francesa.
- Mau ano agrícola na ilha de São Jorge, Açores, que se estende até 1714, e causa a fome e a peste devido à fraqueza das populações. Foi causado pelo ciclone tropical de 25 de setembro de 1713, levando muita gente à morte.[1]

### Abril
- 11 de abril - Guerra da Sucessão Espanhola: assinatura do Tratado de Utrecht.
- 19 de abril — Sem herdeiros vivos do sexo masculino, Carlos VI, Sacro Imperador Romano-Germânico, emite a Pragmática Sanção de 1713 para garantir que as terras dos Habsburgos e o trono austríaco fosse herdado por sua filha, Maria Teresa (na realidade só nascida em 1717).

### Setembro
- 25 de setembro - Um ciclone tropical causa destruição nos Açores.

### Dezembro
- Grandes Tremores de terra na ilha de S. Miguel, Açores. Após semanas de contínuos abalos deu-se uma erupção de lamas e gases do Pico das Camarinhas. A manifestação vulcânica ficou por essa fase. A crise sísmica destruiu casas nos Ginetes, Mosteiros e Candelária.
- 10 de dezembro, inundações na vila de Velas, com chuvas intensas na zona entre a Urzelina e os Rosais que levam a destruição de casas. A Ribeira do Almeida veio tão carregada de caudal sólido que criou uma praia que permitia a passagem a pé entre a vila e a Queimada.

## Nascimentos
- 22 de julho - Jacques-Germain Soufflot, arquitecto francês, iniciador do neoclassicismo.
- 5 de outubro - Denis Diderot, filósofo e escritor francês (m. 1784).
- 30 de outubro - Antônio José Landi, arquiteto italiano radicado na Amazônia (m. 1791).
- 9 de novembro - Pedro José de Alcântara de Meneses,  marquês de Marialva, estribeiro-mor de Portugal (m. 1799),

## Mortes
- 1º de fevereiro - Abaffi II, n. 1677, foi príncipe da Transilvânia (n. 1676).
- 30 de março - Govert Bidloo, foi um poeta, librettista, médico e dramaturgo holandês (n. 1649).

## Por tema
- 1713 na literatura
- 1713 na música